# Mali Guyui
Mali Guyui is een bestuurslaag in het regentschap Pidie van de provincie Atjeh, Indonesië. Mali Guyui telt 518 inwoners (volkstelling 2010).